# 1040陽光工程

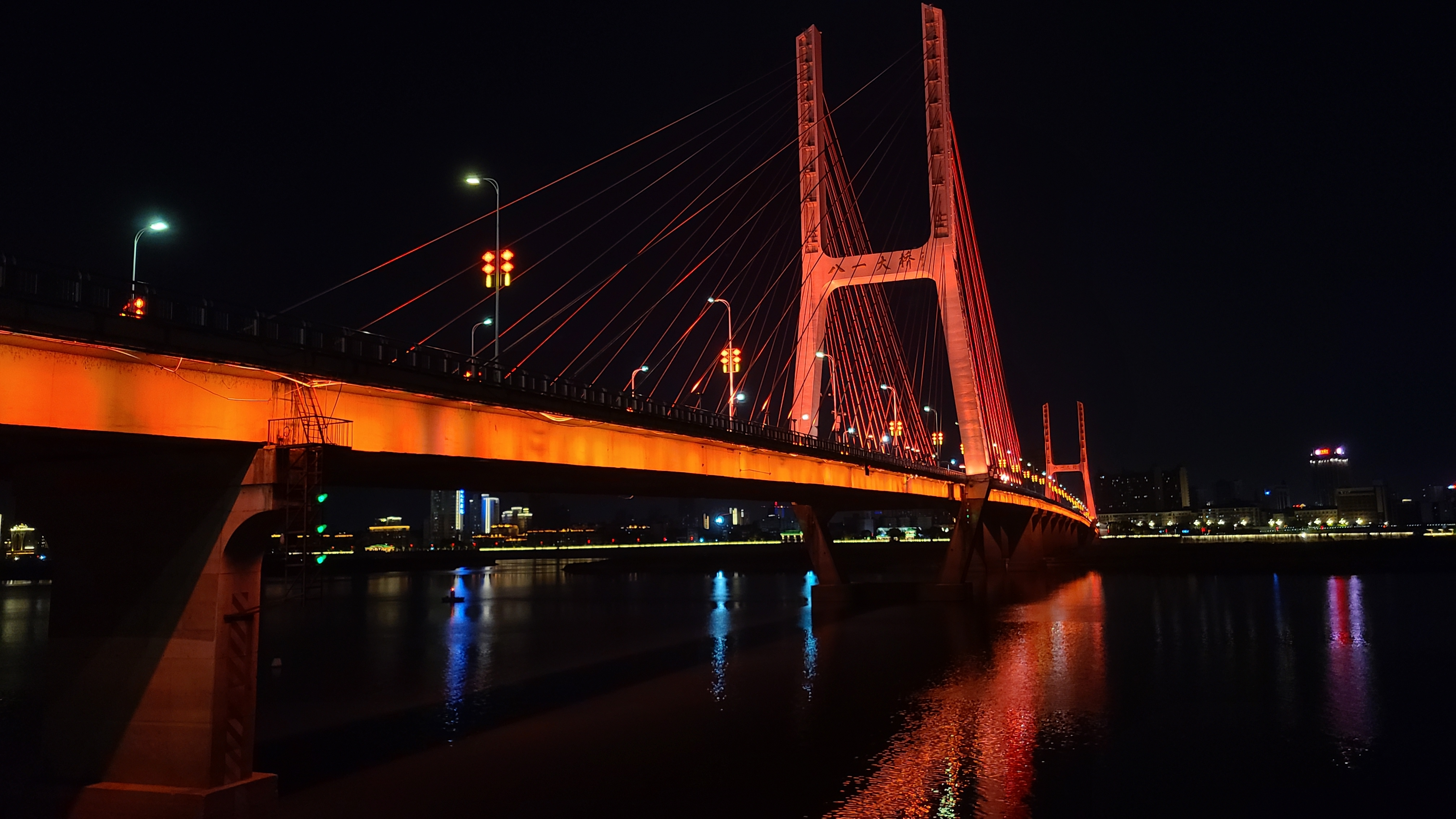
南昌八一大桥，由于其跨度为1040米，故常被传销人员解读为政府对支持1040阳光工程的暗示

1040陽光工程又名1040工程、純資本運作、自願連鎖經營業、民間互助理財、虛擬經濟、商務商會運作、亮點經濟、經濟邪教、民間資本重新分配等，是中國內地一個層壓式推銷騙局，1998年起源於廣東佛山和廣西來賓，2007年蔓延到廣西北海市，及後擴展至全國超過20個省，包括廣東、山西、廣西、四川、貴陽、武漢、南昌、雲南、重慶等。

## 傳銷特徵
- 類似典型金字塔式龐氏騙局，但1040陽光工程是等腰梯形，最頂層會因「出局制」離開[來源請求]
- 三個台階代表行業五級三晉制的三個晉制階段[來源請求]
- 「聲稱」是給一些下崗工人、復員軍人、初中、高中、大學畢業生、無業遊民，翻身作主共同致富的一次轉機[來源請求]
- 經營管理二十條[來源請求]
- 曲解宏觀調控[原創研究？]
- 異地銷售
- 洗腦[原創研究？]
- 斯德哥爾摩症候群[原創研究？]

## 相關法律
根據《中华人民共和国刑法》224條，傳銷活動在內地是違法行为，如果誘使他人參與，要負刑責：「如果引誘或者脅逼別人參加傳銷，最高可以判監五年，是相當重的；即使未到最嚴重程度，被公安拘捕的話最輕微也可以拘留十四日。」
中國政府於2005年通過《禁止傳銷條例》，2009年將有關傳銷行為增補至《中華人民共和國刑法》，若要求參加者以繳納費用、購買商品、服務等方式獲得加入資格，並按照一定順序組成層級，直接或間接以發展下線的數量或其業績作為報酬依據，即屬違法。最高可處200萬罰款；若任何人引誘、脅逼參加者繼續發展下線，可處5年以下有期徒刑及罰款，程度嚴重者更可處5年以上有期徒刑及罰款。

## 流行文化
- 2017年中國大陸劇集《獵場》，劇中內容有關傳銷組織遊說主角「鄭秋冬」加入「資本運作」。

## 外部連結
- 传销_(中华人民共和国)
- 連鎖經營業1040陽光工程（页面存档备份，存于）
- 1040阳光工程 （页面存档备份，存于）
- 保安局局長談罪案情況（页面存档备份，存于）